# ルクレツィア・ヴィッツァーナ
ルクレツィア・オルシーナ・ヴィッツァーナ（Lucrezia Orsina Vizzana, 1590年7月3日 – 1662年5月7日) はイタリアの声楽家・オルガニスト・作曲家。1598年にボローニャのベネディクト会系女子修道院に入っている。

## 略歴
修道院のオルガニストだったおばカミッラ・ボンバッチから恐らく指導を受けており、非公式の教会楽長だったオッターヴィオ・ヴェルニッツィにも師事した。作品は「スティーレ・モデルノ」（いわゆる「第2作法」）に感化された初期バロック様式に従っており、とりわけクラウディオ・モンテヴェルディの影響が見られる。楽曲は、独唱曲および二重唱曲で通奏低音付きのものが主である。出版された作品に、《1声かそれ以上のためのコンチェルタート様式のモテット集（イタリア語: Componimenti musicali de motetti concertati a 1 e più voci）》（1623年、ヴェネツィア）がある。

## 註記
- Craig Monson. "Lucrezia Orsina Vizzana", Grove Music Online, ed. L. Macy (accessed September 15 2006), grovemusic.com (subscription access).